# オニール・シリンダー

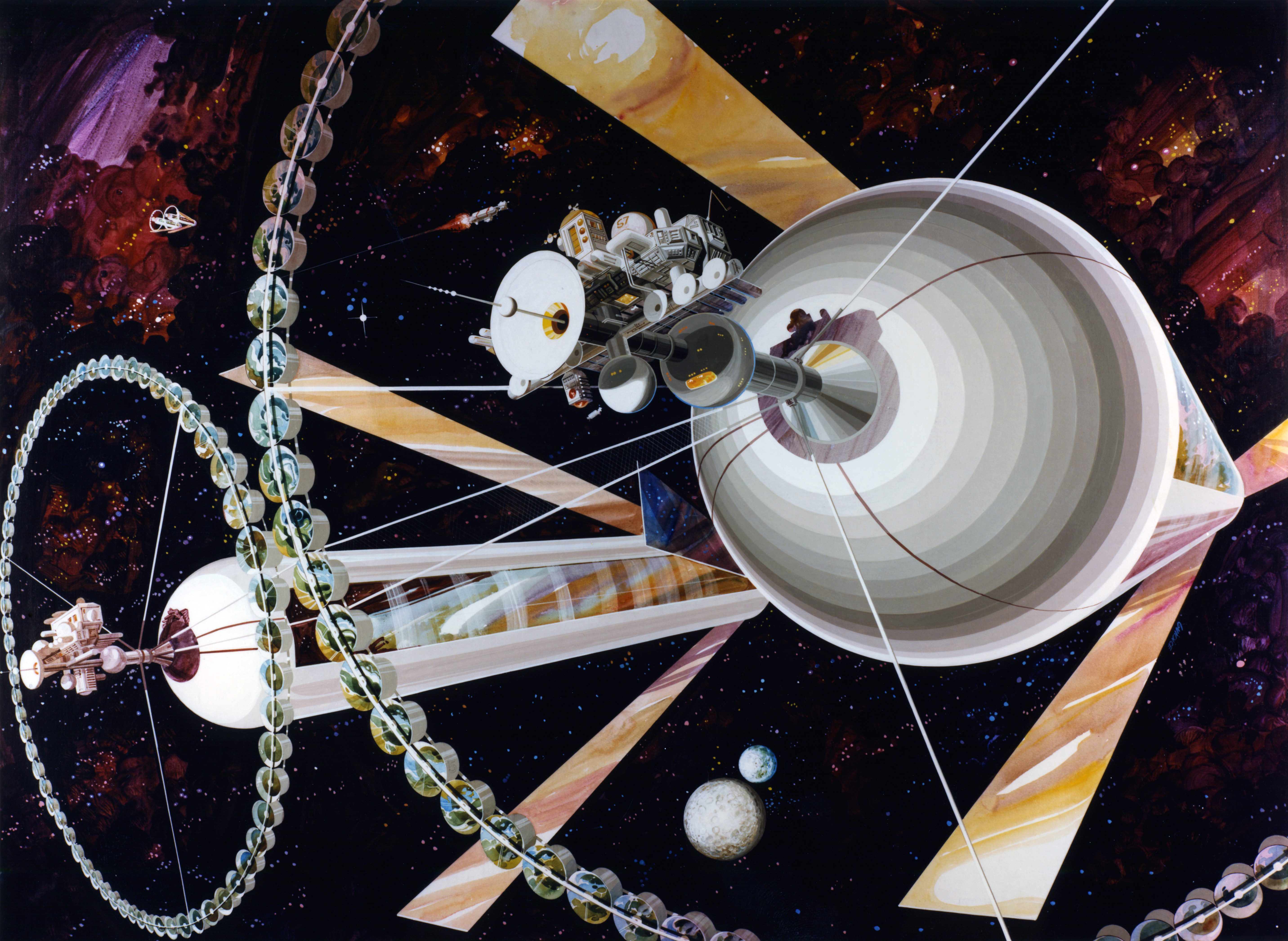
オニール・シリンダーの想像図

オニール・シリンダー (オニールのシリンダー、オニール・コロニーとも。英: O'Neill cylinder, O'Neill colony (英語版) ) は、アメリカの物理学者ジェラード・K・オニールが1976年の著書『The High Frontier: Human Colonies in Space (英語版) ) 』で提示したスペースコロニーの形態。オニールはその中で、月や小惑星から採掘した素材を利用する21世紀の宇宙植民の様子を描いている。
オニール・シリンダーは2つのシリンダー (円柱) で構成されており、相互に逆回転をしている。これは太陽方向に向き続けることを困難にするジャイロ効果を打ち消すためである。それぞれのシリンダーのサイズは直径5マイル (8.0 km)、長さ20マイル (32 km)であり、ベアリング (軸受) システムを用いて両端は連接棒 (コネクティングロッド) で繋がれている。この機構が生み出す遠心力によって内側面に人工重力が供給される。

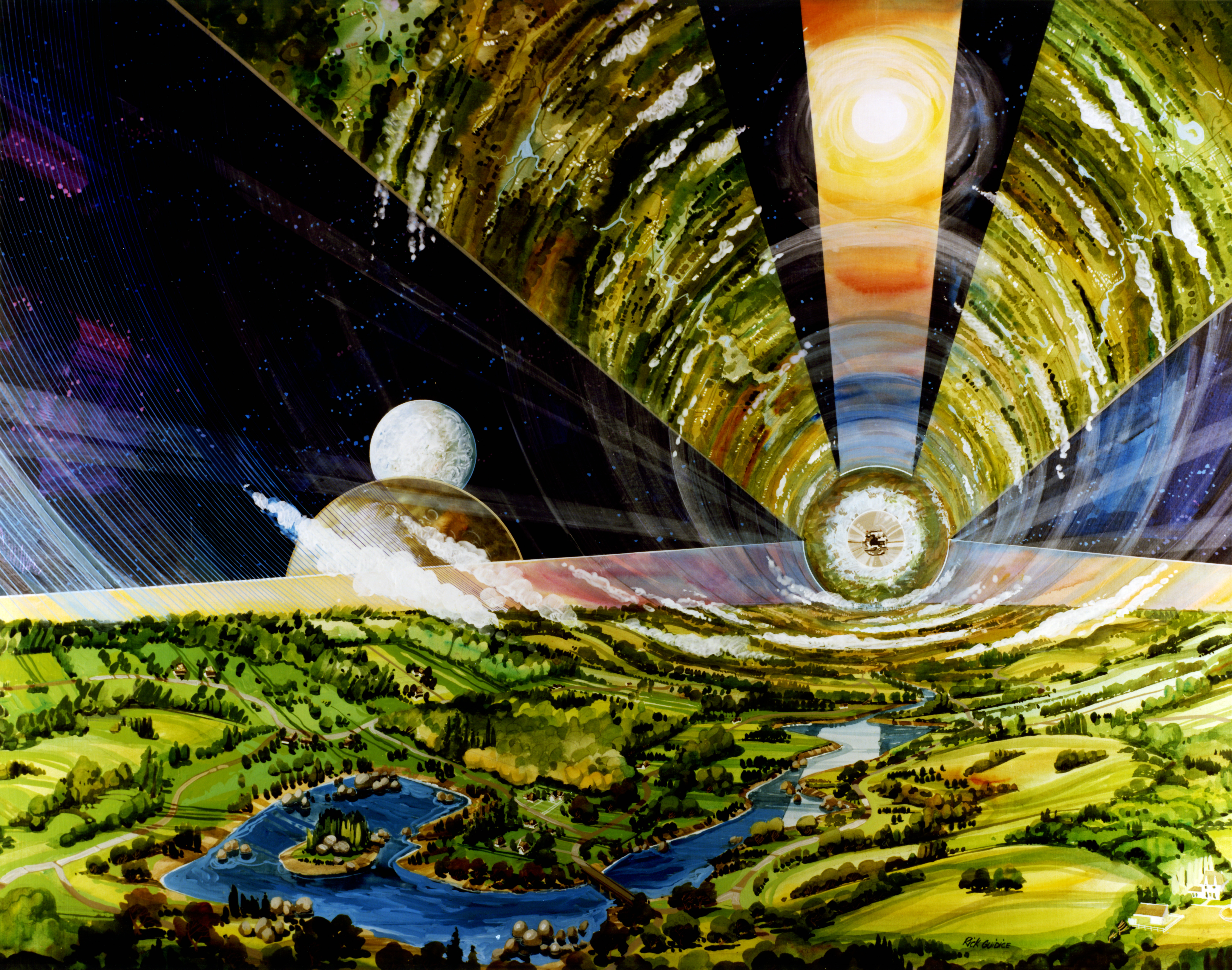
陸地と窓が縞をなすシリンダー内部の様子

## 背景
プリンストン大学で学部生向けの物理学の教鞭を取っていたオニールは、宇宙植民が可能なことと示唆する意図で、"宇宙空間における巨大建造物の設計"という課題を生徒たちに投げかけた。そのうちのいくつかは人間が生存するのに充分な機構を備えたものであった。この成果はシリンダー型コロニー構想のヒントとなり、オニールは1974年9月の『フィジックス・トゥデイ (英語版) 』の記事を発表するに至った。
オニールの計画には全く先例がないわけではなかった。1954年にドイツ人科学者ヘルマン・オーベルトは彼の著書『Menschen im Weltraum – Neue Projekte für Raketen- und Raumfahrt (日本語: 宇宙をめざす人々 – ロケット及び宇宙飛行の新たな計画) 』の中で、人間が居住可能な宇宙旅行用の巨大シリンダー型コロニーについて記している。

### 島
オニールは3パターンの設計をおこない、それぞれ「島」と呼称した。
島1号は赤道地域 (参考: バナール球) に人間の居住区域を持つ、周囲から約1,681フィート (512 m)の距離を取って回転する球体である。のちに島1号の別バージョンをスタンフォード大学のNASAのエイムズ研究センターが開発した。これはスタンフォード・トーラスと呼ばれ、直径約1,600フィート (490 m)のドーナツ型をしている。
島2号もまた直径約5,200フィート (1,600 m)の球体である。
オニール・シリンダーとして有名な島3号は2つの逆回転するシリンダーから成り、それぞれ直径約5マイル (8.0 km)、長さ約20マイル (32 km)まで伸長可能である。各シリンダーには長辺に平行して走る均等な面積の6本の縞があり、3つは透明な窓、残り3つは居住可能な「陸地面」となっている。加えて、外周にある半径10マイル (16 km)の農業用リングがまた別の速度で回転している。居住区内の中央には工業製造用の区画があり、製造過程によっては重力を最小化できるようになっている。
地球から物資を取り寄せるための莫大なロケット輸送費を抑えるため、これらの居住区は磁力マスドライバーを使用した月からの輸送でまかなえる素材で設計されている。

## 設計

### 人工重力
シリンダーの回転が内側面に人工重力を発生させている。オニールの描写によると、標準的な地球の重力をシミュレートするのに約28回転毎時が必要である。回転するフレームにおける人的側面からの研究によると、このような低速回転では人間の内耳に作用しているコリオリ力により、"酔い"を感じることはほぼないとされている。しかし、人間の感覚は頭を回転させた際に回転方向とその逆方向を検出できるため、物を落としたときにそれが数cm偏向して見えることになる。居住区の中心軸は無重力域であり、レクリエーション施設の配置が想定された。

### 大気と放射線
この居住区は、地球の海面気圧の20％である地上空気にほぼ同じ分圧の酸素を有するよう計画されており、地球の気圧の30%を追加するために窒素も含まれる。地球の気圧の半分であることでガスを節約し、居住区の壁として必要とされる強度と厚さを減らすことができるとされている。

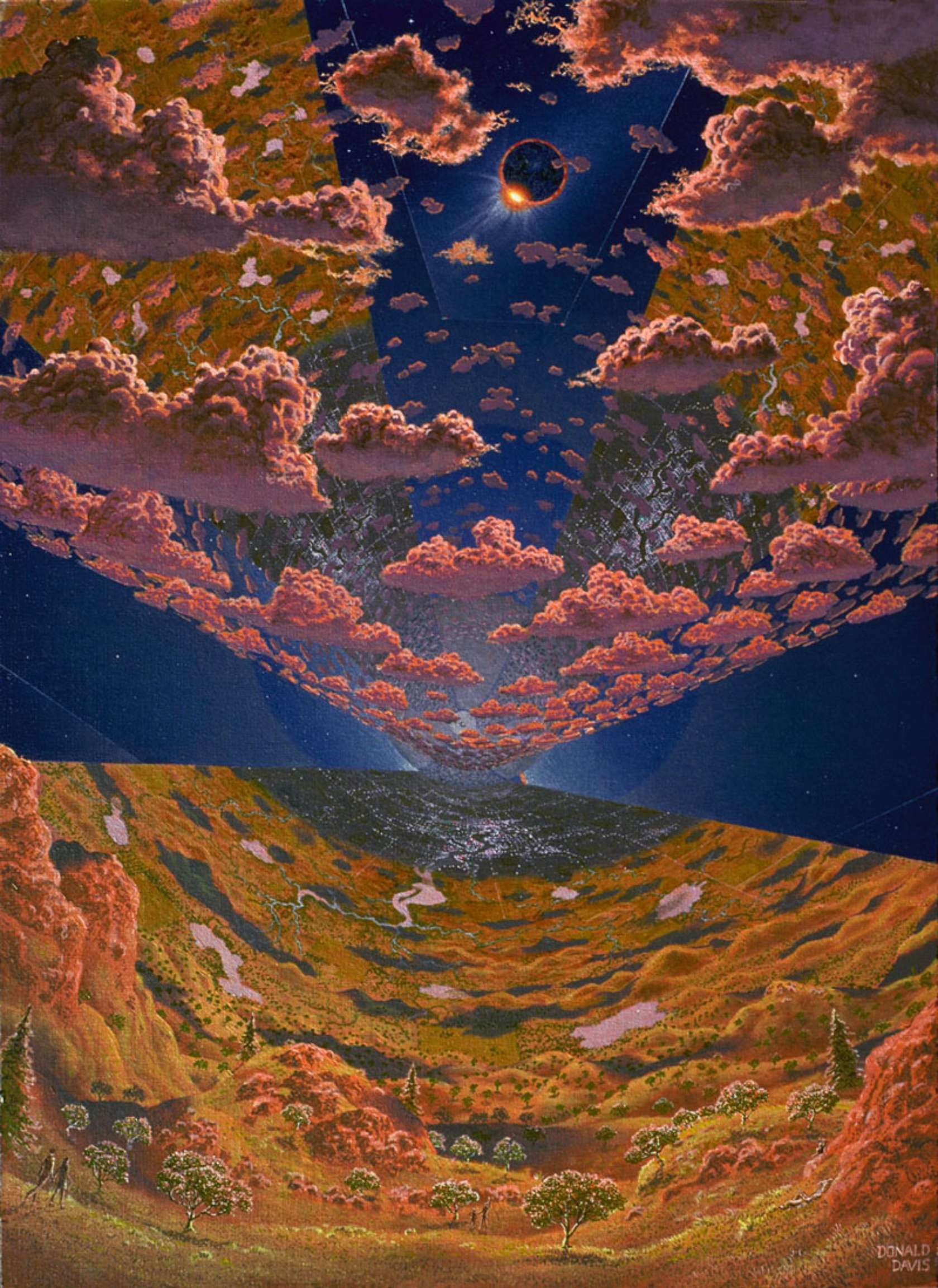
反射した太陽光に照らされるオニール・シリンダー内部のイラストレーション

この規模においてはシリンダー内の空気とシリンダーの外壁が宇宙線を十分に遮断する。内部の大気組成や太陽光の反射量を変える小規模な気象制御システムのサポートを行うのにオニール・シリンダーの内部容積は十分であった。

### 太陽光
縞をなす窓のそれぞれを覆うように巨大な鏡が後部でヒンジ止めされており、止められていないほうの縁が太陽を向いている。鏡の役割は窓を通して日光をシリンダー内に反射させることである。夜間のシミュレートは、鏡を開き窓を何もない空間に向くようにすることで行われ、これは宇宙空間への排熱も兼ねることができる。昼間は、反射された太陽が鏡の動きに合わせて動くように見えるため自然な太陽角度の変化を作り出すことができる。肉眼では観測できないが、シリンダーの回転によって、同じく回転する太陽の像が観察されうる。ガラスを特定の角度で透過したこれらの光のうちいくらかが偏光し、ミツバチの受粉活動を混乱させるおそれがあるとされている。
居住区の採光のために巨大な窓がシリンダーの長辺に沿って走っている。破壊的損傷を避けるために、これらは一枚の大きな窓ではなく多数の部品で構成される。そこで用いられるのがアルミニウムもしくはスチールの窓枠であり、居住区の気圧の負担の大部分を逃がすことができる。隕石によって窓パネルの一枚が破損することも考えられ、これにより空気のいくらかが失われることになるものの、居住区の巨大さから計算するに緊急事態には至らないとされている。

### 姿勢制御
太陽エネルギーの確保と居住区の採光のため、居住区と鏡は常に太陽の方角を向いていなければならない。オニールと生徒たちは、ロケットを使わずに (反応質量を放出してしまうため) 1周回あたり360度のコロニーの回転を継続的に維持する方法を慎重に検討した。まず、居住区である二本のシリンダーをリアクションホイールとして回転させる。一方の回転に変化があった場合、2本のシリンダーが相互を軸として回転し始める。2つの回転軸によって形成された平面が軌道に対するロール軸に垂直になってから、太陽に向いた2つの軸受けの間に力を加えることで一対のシリンダーをヨーイングさせ、太陽を照準するのである。一対のシリンダーを相手から押し離す力を加えるとジャイロスコープにより両シリンダーは歳差運動を始め、相手に向かうように力を加えると別方向にヨーを引き起こす。逆回転をする居住区には実質ジャイロ効果がないため、この微細な歳差運動は居住区の軌道を通して継続し、太陽の方角を向き続けることができるのである。

## ギャラリー

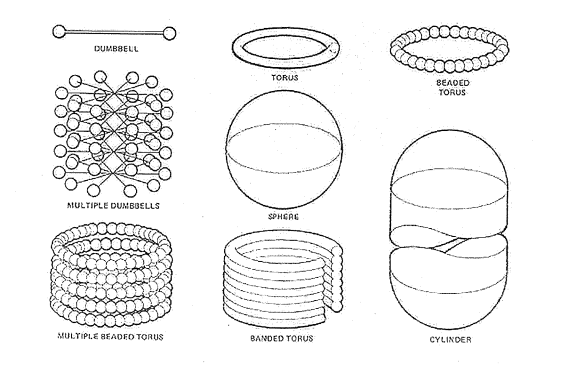
ボーラで相互に連結されたシリンダー
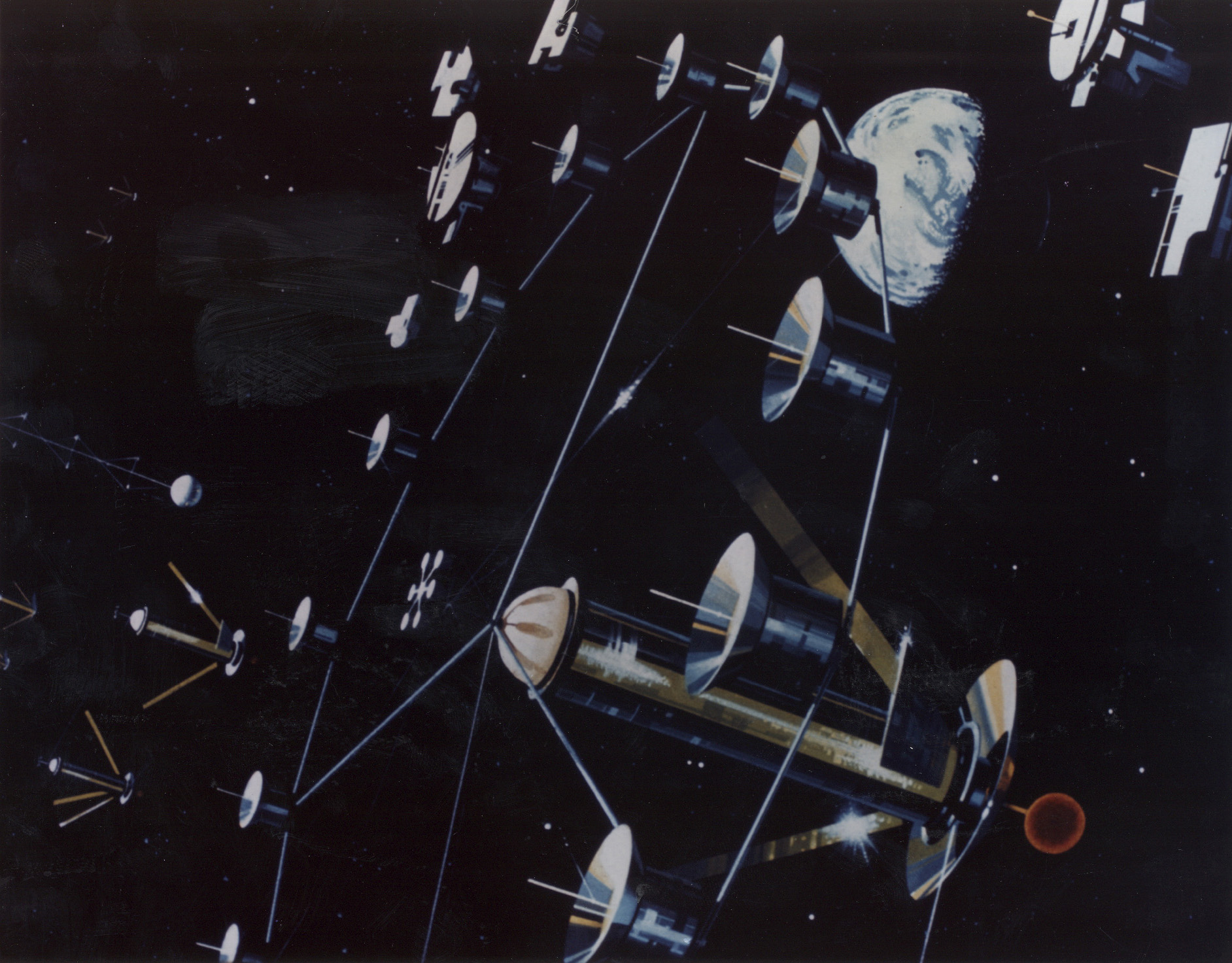
NASAによる太陽に向いた多数のシリンダー型コロニーのコンセプト図

## フィクションにおけるオニール・シリンダー
- 宇宙のランデヴー - オニール・シリンダー型の宇宙船が登場する
- バビロン5 (英語版) - 架空のオニール・シリンダー
- フィクション作品における宇宙ステーション (英語版)
- 2312 (小説) (英語版) -「テラリア」と呼ばれる小惑星におけるオニール・シリンダー
- 『機動戦士ガンダム』- 宇宙空間の主たるコロニーにオニール・シリンダーを利用した近未来が舞台のアニメ作品
- 『ポリスノーツ』(ビデオゲーム)
- 『VANQUISH』(ビデオゲーム)
- 『Mass Effect シリーズ』(ビデオゲーム)
- 『インターステラー』(映画)